# Mary Rutnam
Mary Rutnam (nascida Irwin; 1873-1962) foi uma médica ginecologista canadense, sufragista e pioneira dos direitos das mulheres no Sri Lanka. Ela se tornou nacionalmente reconhecida pelo seu trabalho com a saúde e educação para a saúde das mulheres, controle de natalidade, direitos dos prisioneiros e movimento da temperança.

## Vida inicial e educação
Mary Helen Irwin nasceu em 2 de junho de 1873 em Elora, Ontário, Canadá. Sua família era presbiteriana. Ela estudou em Kincardine e se qualificou como médica no Colégio Médico das Mulheres na Universidade de Trinity College, Toronto. Após a graduação, ela se inscreveu para fazer trabalho missionário na Ásia pelo American Board of Commissioners for Foreign Missions, completando o treinamento em Nova Iorque em 1896. Enquanto estava lá, ela conheceu e se casou com Samuel Christmas Kanaga Rutnam.

## Trabalho
Tendo completado o seu treinamento preparatório, Rutnam chegou em Sri Lanka (então a colônia britânica do Ceilão) para começar a trabalhar no Hospital para Mulheres McCleod em Inuvil. Entretanto, o seu casamento com Samuel Rutnam, um tâmil, foi desaprovado e ela foi colocada no ostracismo pelos colegas missionários, em vista do que ela trabalhou brevemente em um hospital em Colombo, o Hospital para Mulheres Lady Havelock, antes de abrir a sua própria clínica ginecológica lá, que foi particularmente popular com mulheres muçulmanas, que evitavam consultar-se com médicos homens.
A partir de 1904, Rutnam colaborou com um colega médico canadense no estabelecimento da Sociedade de Mútuo Socorro das Meninas e da União das Mulheres do Ceilão, ambas com o objetivo de melhorar a saúde e as disposições sociais para as mulheres e meninas locais. Eles davam conselhos, facilitavam a discussão sobre direitos das mulheres e davam acesso a livros. Inspirada pelo desenvolvimento de várias organizações de mulheres em uma visita ao Canadá em 1907-08, ao voltar a Colombo Rutnam encorajou a criação da União das Mulheres Tâmeis. Esta organização não religiosa se centrava em trabalho cultural e educacional, inclusive a promoção da cultura tâmil e o fornecimento de instrução.
Em 1922, Rutnam foi responsável pela introdução do movimento de bandeirantes no Ceilão, e durante os anos 1920 ela assumiu um papel relevante na campanha sufragista. Para este fim, ela estava principalmente envolvida com a União pelo Direito de Voto das Mulheres, a qual, quando as mulheres ganharam o direito de voto em 1931, tornou-se a União Política das Mulheres, com Rutnam como sua presidente inaugural. O grupo continuou a trabalhar por direitos democráticos generalizados para as mulheres. A partir de 1931, ela também começou uma rede de institutos de mulheres (a Sociedade das Mulheres do Ceilão, ou Lanka Mahila Samiti), que focava nos pobres do campo, inclusive oferecendo instrução em cuidados com a saúde, artesanatos, alfabetização e culinária.
A partir de 1932, Rutnam começou a advogar maior promoção de planejamento familiar, preocupada com os bebês subnutridos que via na Liga de Serviço Social do Ceilão. O Conselho Médico do Ceilão rejeitou sua sugestão de incluir princípios de planejamento familiar no currículo da Escola Médica do Ceilão, e cinco anos mais tarde – em 1937 – Rutnam abriu a sua própria clínica de planejamento familiar em Colombo, a primeira do país. No mesmo ano, ela ganhou um assento no conselho municipal de Bambalapitiya, a primeira mulher a conseguir isso, e supervisionou “projetos de saneamento, renovação urbana e alívio dos pobres locais”. Entretanto, apenas um ano depois ela foi removida da função por pressão dos críticos da sua defesa do controle da natalidade.
Em 1944, Rutnam foi cofundadora da Conferência das Mulheres de Todo o Ceilão, que tinha assumido o trabalho da Sociedade das Mulheres do Ceilão. O seu trabalho social e preocupações se alargaram ainda mais, incluindo os direitos das trabalhadoras da indústria, mulheres prisioneiras, educação de adultos, o sistema de dotes e o serviço de cuidados para os filhos das mulheres trabalhadoras.

## Livros e palestras
Rutnam escreveu, palestrou e publicou extensivamente sobre os temas sociais e médicos com que se preocupava. Além de artigos em jornais, publicou dois livros-textos: Um Manual de Saúde para Escolas (1923) e Manual de Trabalhos Domésticos para Escolas do Ceilão (1933). Este último incluía um chamamento para jovens mulheres se dedicarem ao trabalho social, bem como denunciava questões como o uso e tratamento de crianças como criados. Ela defendeu a educação sexual, o voto feminino e a melhoria da nutrição, lançando uma campanha para combater a prevalência do raquitismo entre crianças.

## Reconhecimento
Em 1949, no seu 76º aniversário, Rutnam foi largamente celebrada pelo seu trabalho incansável pelo bem-estar social.

Em 1958, ela ganhou o Prêmio Ramon Magsaysay para Serviços Públicos pelo seu trabalho humanitário e social. Rutnam foi louvada 
 por ter, durante 62 anos, aplicado seu coração, mente e conhecimento médico, com visão e compreensão, para os problemas do povo cingalês, que ela tornou o seu próprio. 

Entre as maiores contribuições assinaladas estava a introdução de institutos de mulheres (os Lanka Mahila Samiti) no Ceilão, que tinham “feito muito para alterar o status das mulheres das aldeias”. Rutnam
trabalhou particularmente para incentivar a autoestima das menos afortunadas, mostrando-lhes formas práticas para melhorar a sua sina. Ao mesmo tempo, ela ajudou as mais afortunadas a reconhecer que é sua responsabilidade e, até mesmo, seu privilégio ajudar suas semelhantes.

## Morte e legado
Mary Rutnam morreu em 1962. Após a sua morte, foi criado um memorial para ela na forma de uma sala de espera para mulheres e filhos no Hospital para Crianças Lady Ridgeway em Colombo.
Em 1993, a Dra. Kumari Jayawardena publicou um livro sobre Rutnam com o título Uma Pioneira Canadense para os Direitos das Mulheres em Sri Lanka.